# Lâmpada azul

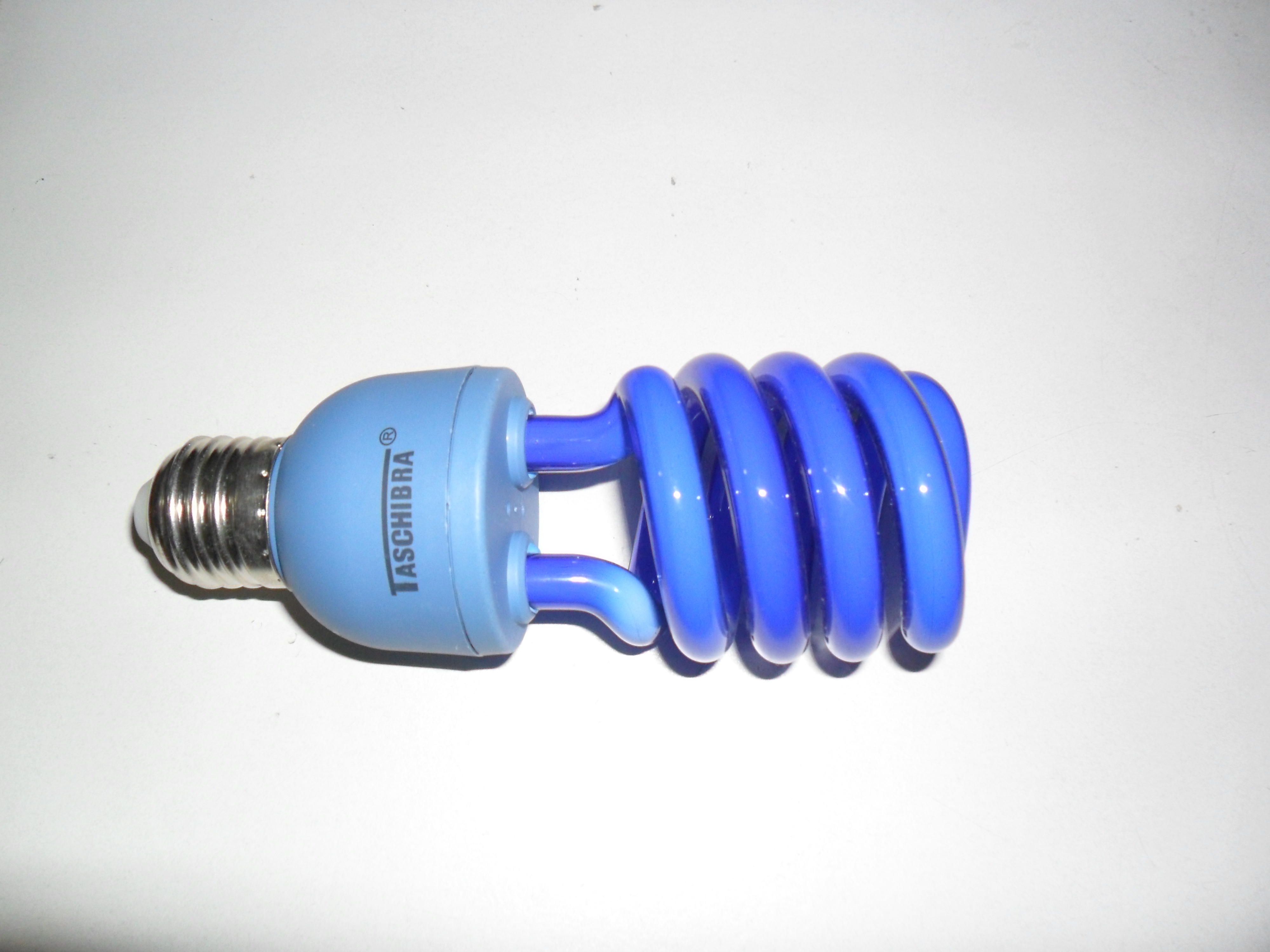
Uma lâmpada fluorescente azul.

A lâmpada azul é uma lâmpada de cor azul que irradia uma luz azulada, estas lâmpadas possuem mais uso em centros espíritas, cromoterapias, etc.
Uma pesquisa foi realizada que segundo o estudo, as lâmpadas de luz azul podem provocar a cegueira.